# Константин Муравієв
Константин Владов Муравієв (5 березня 1893 — 31 січня 1965) — болгарський політичний діяч, прем'єр-міністр країни (вересень 1944). Тричі уряди з його участю усувались від влади в результаті переворотів.

## Родина, освіта, військова служба
Племінник лідера Болгарського землеробського народного союзу (БЗНС) та прем'єр-міністра Александра Стамболійського. Закінчив Роберт-коледж у Стамбулі (1912), військове училище в Софії (1915). Учасник Балканських війн та Першої світової війни, 1919 року вийшов у відставку в чині капітана.

## Політична діяльність
З 1918 року — член БЗНС, у 1919 році — особистий секретар Стамболійського. За часів перебування останнього на посту прем'єр-міністра займав низку постів на державній службі: у 1919—1920 — начальник громадської безпеки, 1920 — консул в Роттердамі, 1921 — управляючий болгарською місією в Нідерландах, у 1922–1923 — в Туреччині. З 13 березня до 9 червня 1923 — військовий міністр в останньому складі уряду Стамболійського, депутат 20-их Звичайних Народних зборів.
Після військового перевороту 9 червня 1923 був заарештований і засуджений разом із іншими видатними діячами БЗНС. 1926 року був звільнений, став одним із лідерів БЗНС «Врабча 1» — правого крила партії. У 1927–1934 — депутат 22-их і 23-іх Звичайних Народних зборів. У 1931–1932 — міністр народної просвіти, у 1932–1934 — міністр землеробства і державного майна в кабінетах Народного блоку, які, відповідно очолювали, очолювали Александр Малинов та Нікола Мушанов.
19 травня 1934 уряд Мушанова був скинутий в результаті нового перевороту. У 1934–1944 роках Муравієв знову перебував в опозиції. За часів Другої світової війни критикував пронімецький курс уряду, при цьому відмовився вступати до альянсу з комуністами в межах Вітчизняного фронту. 7 серпня 1944 разом з іншими видатними опозиційними діячами виступив з декларацією, адресованою регентам та уряду. В ній містились вимоги створення народного конституційного уряду, радикальної зміни зовнішньополітичного курсу, виходу з війни, зближення з СРСР.

### Прем'єр-міністр
2 вересня 1944 Муравієв став прем'єр-міністром, сформувавши уряд з представників ліберальних опозиційних сил. Упродовж кількох днів уряд Муравієва здійснив низку кроків з демократизації країни — було проголошено політичну амністію, припинено виконання смертних вироків, розформовано жандармерію та фашистські організації, скасовано антисемітське законодавство (рішення про це було прийнято ще урядом Івана Багрянова, але офіційно оголошено кабінетом Муравієва). Був змушений піти у відставку з посади регента один з основних провідників про німецької політики Богдан Філов. Одночасно уряд намагався завадити комуністам прийти до влади «силовим» шляхом.
Зовнішньополітичними завданнями його кабінету були досягнення перемир'я з США та Великою Британією та недопущення вступу на територію країни радянських військ. В межах виконання цих завдань Болгарія заявила про прагнення до перемир'я із західними країнами, розірвала дипломатичні відносини з Німеччиною. 5 вересня уряд Муравієва ухвалив рішення про оголошення війни Німеччині, оприлюднення якого, за наполяганням військового міністра генерала Івана Маринова було відкладено на 72 години, що було мотивовано технічними проблемами його виконання. Насправді, Маринов до того часу вже узгодив свої дії з комуністами та іншими діячами Вітчизняного фронту — відтермінування оголошення війни Німеччині було використано радянським урядом для того, щоб звинуватити уряд Муравієва у брехні, оголосити того ж дня, 5 вересня, війну Болгарії та ввести на її територію свої війська. Коли 8 вересня Болгарія оприлюднила рішення про оголошення війни Німеччині, то склалась незвичайна ситуація — країна одночасно перебувала у стані війни з СРСР, США, Великою Британією та Німеччиною.
Однак вже за кілька годин, 9 вересня 1944, уряд Муравієва було скинуто комуністами й офіцерами — прибічниками Дамяна Велчева — за активної участі військового міністра Маринова.

## Життя за радянського режиму
Після ліквідації свого уряду Муравієв разом з іншими його членами (за винятком Маринова) був заарештований. 1945 року засуджений до довічного ув'язнення так званим «Народним судом» (реабілітований 1996). 1955 року звільнений з ув'язнення, але наступного року знову заарештований та відправлений до концтабору Белене, де перебував до 1961 року.